# Pseudapinops niger
Pseudapinops niger är en tvåvingeart som beskrevs av Daniel William Coquillett 1902. Pseudapinops niger ingår i släktet Pseudapinops och familjen parasitflugor. Inga underarter finns listade i Catalogue of Life.